# Orkestret paa Frederiksberg Teater
Orkestret paa Frederiksberg Teater er en dokumentarisk optagelse fra 1907 foretaget af Peter Elfelt.

## Handling
Optagelse af Frederiksberg Teaters orkester musicerende i orkestergraven i 1907.